# Playa del Carmen
Playa del Carmen è una cittadina messicana situata sulla costa caraibica nella parte nord-orientale dello stato di Quintana Roo.

## Storia
Il suo antico nome è Xaman-Ha che significa Luogo dove sorgono le acque del Nord. Da qui i Maya salpavano per andare a rendere omaggio alla dea della fertilità, Ixchel, nell'isola di Cozumel. È capoluogo del comune di Solidaridad.

## Società

### Evoluzione demografica
Playa del Carmen è una delle località al mondo con il maggior tasso di crescita demografica. Nel 2003 la popolazione ammontava a circa 49.000 abitanti ma nel 2005 aveva già raggiunto i 100.000. Con un ritmo di crescita di oltre il 20% annuo la popolazione ha superato nel 2020 i 300.000 abitanti. È composta da messicani provenienti da ogni stato del Paese, e stranieri provenienti da oltre 40 Paesi del mondo, e tra essi molti italiani, che sono la nazionalità estera più numerosa della Playa. La redazione della rivista Il Sole d'Italia Archiviato il 17 ottobre 2021 in Internet Archive., l'unico periodico (ora estinto) in lingua italiana stampato e pubblicato in Messico, aveva sede a Playa del Carmen. Inoltre, qui è ambientata la prima edizione del primo reality italiano di Netflix Summer Job, dove 10 giovani, per guadagnarsi la vacanza, lavorano per delle attività gestite da imprenditori originari dello Stivale.

## Economia

### Turismo
Le opportunità di lavoro e il clima gradevole tutto l'anno, oltre alla bellezza del Mar dei Caraibi, hanno trasformato questo villaggio di pescatori nell'epicentro di uno sviluppo turistico senza pari al mondo. Con esso sono giunte le infrastrutture, l'assistenza sanitaria, i grandi magazzini, e un tipo di edilizia residenziale spesso di lusso, soprattutto nella zona di Playacar.
Sebbene siano molte le grandi e grandissime strutture alberghiere (spesso con animazione) cosiddette all inclusive, le decine di piccoli e carismatici alberghi a Playa del Carmen, trasmettono al visitatore il fascino del piccolo villaggio, mentre una serie infinita di bar, ristoranti e locali sulla Quinta Avenida, l'arteria pedonale, si offrono come alternativa alla moda ai moltissimi ristoranti tipici e alle taquerias facilmente raggiungibili con gli economici taxi.
A differenza di Cancún, destinazione preferita dai turisti nordamericani, situata circa 65 km più a nord, a Playa del Carmen non è possibile costruire edifici più alti di 13.5 metri. Il Trattato del Libero Commercio entrato in vigore dal 1994 consente di comprare o costruire anche agli stranieri.
Anche per questo attualmente Playa del Carmen è la località più di successo della cosiddetta Rivera Maya. Se Cancun è definita come una piccola Miami e Tulum è una località più gradita al turismo ecologico e di poche risorse economiche, Playa è perfettamente collegata con qualsiasi sito archeologico o tour ecologico della Penisola, e lo stile informale delle sue notti rende più gradevole la permanenza anche ai più giovani visitatori. Certo non è più il villaggio di pescatori di una volta, ma è comunque un calderone di iniziative culturali, un laboratorio multi-etnico dove ogni più rosea previsione di miglioramento viene sempre superata, anno per anno.

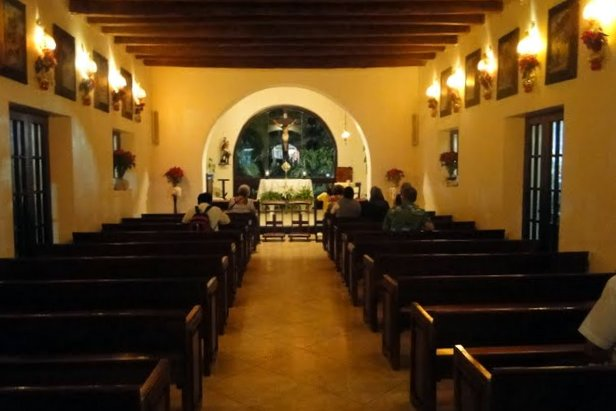
Chiesa moderna, vista interna

## Infrastrutture e trasporti
Da Playa del Carmen salpa il traghetto per Cozumel, la più grande isola del Messico.